# سرخ‌انگم
سُرخ‌اَنگُم (نام علمی: Corymbia calophylla) نام یک گونه از سرده خون‌درخت‌ها است.
انگم واژه فارسی صمغ و رزین است.